# آدم بكري
آدم بكري (ولد في 15 مايو/أيار 1988)، مُمثل فلسطيني مولود في فلسطين. ظهر أول مرَّة في بطولة فيلم عمر الذي رُشِّح لجائزة الأوسكار، من إخراج هاني أبو أسعد. مقيم حاليًّا في نيويورك. والده الفنان محمد بكري وأخوه الفنان صالح بكري.

## روابط خارجية
- آدم بكري على موقع IMDb (الإنجليزية)
- آدم بكري على موقع روتن توميتوز (الإنجليزية)
- آدم بكري على موقع ألو سيني (الفرنسية)
- آدم بكري على موقع قاعدة بيانات الأفلام السويدية (السويدية)
- آدم بكري على موقع قاعدة بيانات الفيلم (الإنجليزية)
- آدم بكري على موقع كينوبويسك (الروسية)